# Fuchsia macrophylla
Fuchsia macrophylla är en dunörtsväxtart som beskrevs av Ivan Murray Johnston. Fuchsia macrophylla ingår i släktet fuchsior, och familjen dunörtsväxter. Inga underarter finns listade i Catalogue of Life.